# Frank Onyeka
Frank Onyeka, eigentlich Ogochukwu Onyeka Frank (* 1. Januar 1998 in Lagos), ist ein nigerianischer Fußballspieler, der beim FC Brentford unter Vertrag steht.

## Karriere

### Verein
Frank Onyeka entstammt der fußballerischen Ausbildung des damaligen Drittligisten FC Ebedei aus Ijebu-Ode, der dem dänischen Verein FC Midtjylland als Jugendakademie für afrikanische Talente gilt. Nach seinem 18. Geburtstag schloss er sich im Januar 2016 dem Erstligisten an und folgte damit Spielern wie Adigun Salami und Paul Onuachu, die bereits Jahre zuvor den Schritt von Ebedei nach Dänemark gewagt hatten. Am 20. September 2017 debütierte er beim 7:0-Auswärtssieg gegen den Greve IF im dänischen Pokal, als er in der 66. Spielminute eingewechselt wurde. Sechs Minuten später erzielte er bereits seinen ersten Treffer im Trikot der Ulvene. In der Rückrunde der Saison 2017/18 kam er zu seinem Ligadebüt und beim 2:0-Heimsieg gegen den AC Horsens am 9. Februar 2018 (20. Spieltag) konnte er nach seiner Einwechslung ebenfalls treffen. In der Folge etablierte sich der Offensivmann in der Mannschaft und bestritt in dieser Spielzeit bereits 15 Ligaspiele, in denen er vier Torerfolge verbuchen konnte. Mit Midtjylland gewann außerdem die Meisterschaft. In der nächsten Vorrunde der Saison 2018/19 schaffte er nicht den Sprung in die Startformation und in dieser zumeist nur in den Schlussminuten eingewechselt. Erst in der Meisterrunde startete er wieder regelmäßig, die Titelverteidigung wurde mit dem zweiten Tabellenrang jedoch verpasst. Onyeka beendete die Spielzeit mit 21 Ligaeinsätzen, in denen ihm zwei Tore gelangen. Am 22. Mai 2019 wurde er mit einem neuen Fünfjahresvertrag ausgestattet. Diesen Status als Stammkraft behielt er auch in der darauffolgenden Saison 2019/20, in der er vollständig im zentralen Mittelfeld eingesetzt wurde. Er traf in 32 Ligaeinsätzen drei Mal und schaffte es mit dem Verein aus Herning den Meistertitel erfolgreich zurückzuerobern.
Im Juli 2021 schloss sich Onyeka dem englischen Erstligaaufsteiger FC Brentford an, für welchen er in der Premier League 69 Spiele bestritt sowie ein Tor erzielte.
Vor dem 2. Spieltag der Saison 2024/25 wurde Onyeka bis Saisonende in die deutsche Bundesliga zum FC Augsburg verliehen.

### Nationalmannschaft
Am 9. Oktober 2020 debütierte Onyeka bei der 0:1-Testspielniederlage gegen Algerien in der St. Veiter Jacques-Lemans-Arena für die nigerianische Nationalmannschaft. 2022 nahm er mit ihr am Afrika-Cup teil, kam dort aber nur zu einem Einsatz, ehe die Mannschaft im Achtelfinale ausschied. Beim Afrika-Cup 2024 bestritt er alle Spiele und zog mit der Mannschaft ins Finale ein, unterlag dort jedoch der gastgebenden Elfenbeinküste.

## Erfolge
FC Midtjylland
- Dänischer Meister: 2018, 2020
- Dänischer Pokalsieger: 2019